# Katrine Fruelund
Katrine Fruelund (ur. 12 lipca 1978 roku w Randersie) – duńska piłkarka ręczna, wielokrotna reprezentantka kraju. Gra na pozycji rozgrywającej. Obecnie występuje w duńskim Randers HK. Wraz z reprezentacją Danii zdobyła dwukrotnie złoty medal olimpijski w : 2000 i 2004 roku. Katrine jest jedną z najbardziej utytułowanych duńskich szczypiornistek.

## Sukcesy

### Igrzyska Olimpijskie
- (2000, 2004)

### Mistrzostwa Świata
- (1997)

### Mistrzostwa Europy
- (2002)
- (1998)

### Mistrzostwa Danii
- (2000, 2001, 2002, 2004, 2012)
- (2010, 2011)

### Puchar Danii
- (2003)

### Mistrzostwa Niemiec
- (2006)

### Puchar Niemiec
- (2006)

### Puchar EHF
- (2004)

### Puchar Danii
- (2001)